# Угаритская литература

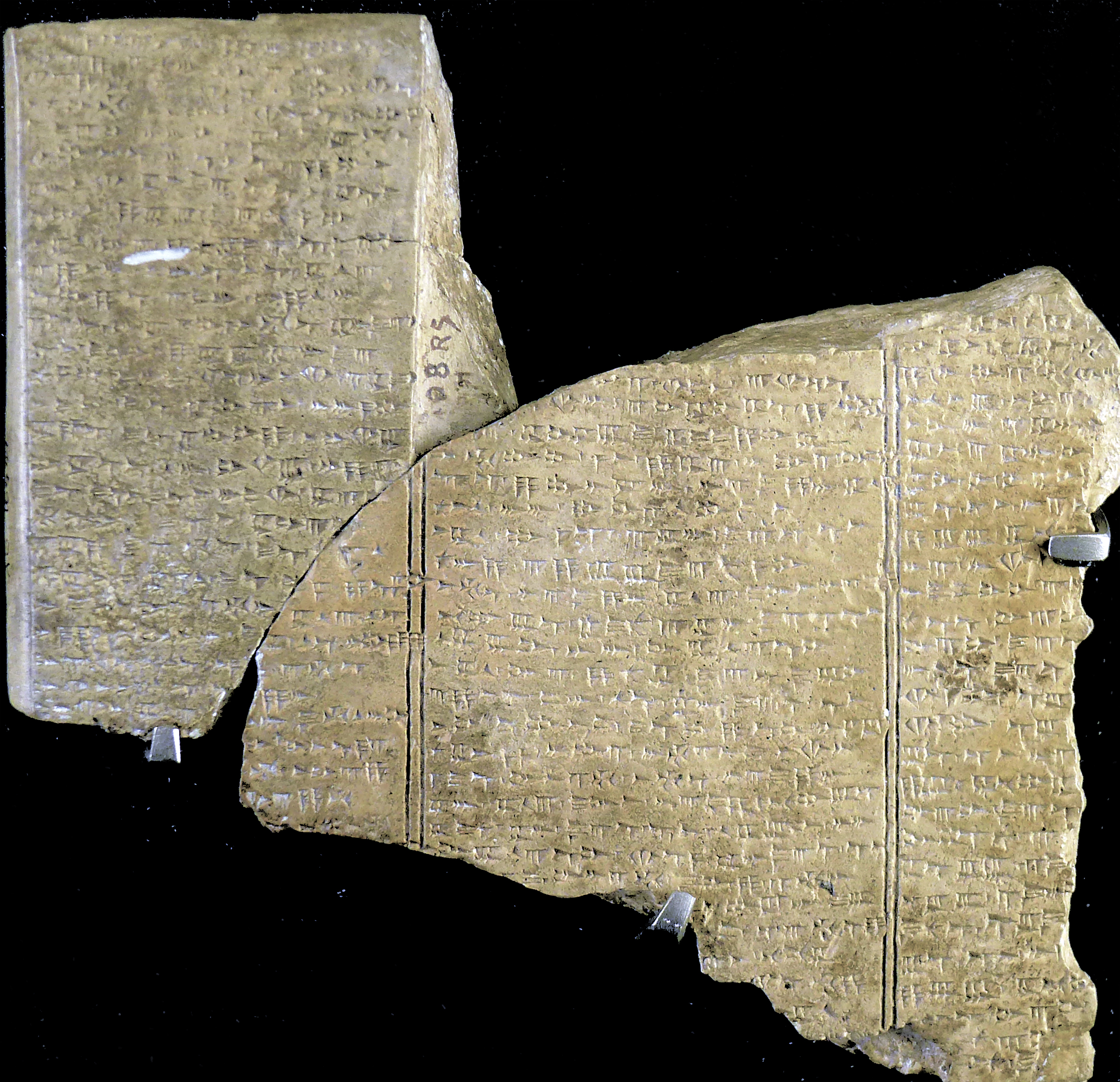
Baal Cycle- самый известный угаритский текст демонстрируется в Лувре

Угаритская литература (угаритские тексты) представляют собой свод древних клинописных текстов, найденных, начиная с 1928 года в Угарит (араб. وغاريت‎ на холме Рас Шамра) и Рас Ибн Хани в Сирии, и написаны на угаритском, неизвестном северо-западном семитском языке. На сегодняшний день найдено около 1500 текстов и фрагментов. Тексты написаны в XIII и XII веках до нашей эры.
Самыми известными из текстов Угарита являются около пятидесяти эпических поэм; три основных литературных текста — это Цикл Ваала, Легенда о Керете и Повесть об Акхате. Другие тексты включают в себя 150 табличек, описывающих угаритский культ и ритуалы, 100 писем, очень небольшое количество юридических текстов (аккадский считается современным языком права) и сотни административных или экономических текстов.
Среди текстов Угарита уникальны самые ранние известные абецедарии, списки букв в алфавитной клинописи, в которых прослеживается не только канонический порядок финикийского письма, но и традиционные названия букв алфавита.
Другие таблетки, найденные в том же месте были написаны на других языках клинописных (шумерский, хурритские и аккадский), а также египетские и лувийские иероглифы, и кипро-минойский .

## Открытия

### Первоначальное открытие
На раскопках города Угарит, в 1928—1929 на холме Рас Шамра (Сирия), было найдено несколько месторождений клинописных глиняных табличек; все датируются последней фазой Угарита, около 1200 г. до н. э. тексты были написаны на неизвестном северо-западном семитском языке . Другие таблички, найденные в том же месте, были написаны на других клинописных языках (шумерском, хурритском и аккадском), а также на египетских, лувийских иероглифах и кипро-минойском языке.
Таблички были найдены в библиотеке дворца, библиотеке храма и — очевидно уникальных в мире в то время — двух частных библиотеках, одна из которых принадлежала дипломату по имени Рапану. Библиотеки в Угарите содержали дипломатические, юридические, экономические, административные, учебные, литературные и религиозные тексты .

### Раскопки 1958 года
Во время раскопок в 1958 году была обнаружена еще одна библиотека табличек. Однако они были проданы на черном рынке и не сразу восстановлены. Таблички Claremont Ras Shamra сейчас находятся в Институте античности и христианства, в Школе религии, в Клермонтском аспирантском университете (Клермонт, Калифорния) . Их отредактировал Лорен Р. Фишер в 1971 г.

### Раскопки 1973 года
После 1970 года на смену Клоду Шефферу пришли Анри де Контенсон, за ним последовали Жан Маргерон, Маргарита Йон, затем Ив Кальве и Бассам Жамус, который с 2005 года занимал пост генерального директора отдела древностей и музеев.1973 году во время спасательных раскопок был обнаружен архив, содержащий около 120 табличек.

### Раскопки 1994 года
В 1994 году в большом здании из каменной кладки было обнаружено еще более 300 табличек, относящихся к концу эпохи поздней бронзы .

## Известные тексты

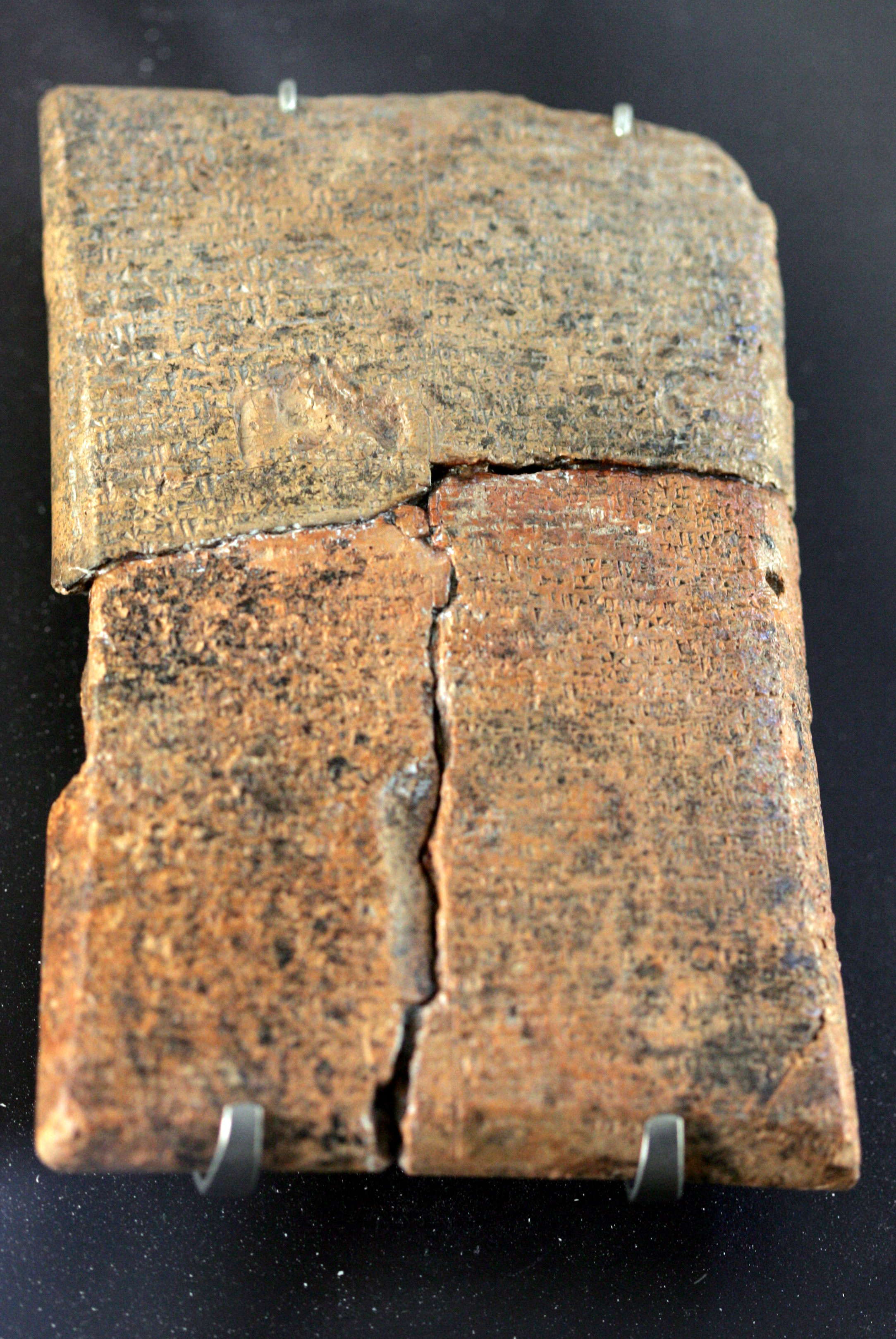
Эпос Даниэль в Лувре

На сегодняшний день найдено около 1500 текстов и фрагментов, все из которых датируются XIII и XII веками до нашей эры. Самыми известными из текстов Угарита являются около пятидесяти эпических поэм. Наиболее важным литературным документом, извлеченным из Угарита, является, возможно, Цикл Ваала, описывающий основу религии и культа ханаанского Ваала; два других особенно хорошо известных текста — это « Легенда о Керете» и « Повесть об Акхате». Другие тексты включают 150 табличек, описывающих угаритский культ и ритуалы, 100 писем, очень небольшое количество юридических текстов (аккадский считается современным языком права) и сотни административных или экономических текстов.
Таблички использовались исследователями Библии на иврите для разъяснения библейских текстов на иврите и раскрывали пути, по которым культуры древнего Израиля и Иудеи находили параллели в соседних культурах. Скрижали показывают параллели с израильскими обычаями, описанными в Библии; например, брак с левиратом, дающий старшему сыну большую долю наследства, и выкуп первенца также были обычными для народа Угарита практиками.
Среди текстов Угарита уникальны самые ранние известные абецедарии, списки букв в алфавитной клинописи, где подтверждается не только канонический порядок иврито-финикийского письма, но и традиционные названия букв алфавита.